# Barybas uniformis
Barybas uniformis är en skalbaggsart som beskrevs av Moser 1921. Barybas uniformis ingår i släktet Barybas och familjen Melolonthidae. Inga underarter finns listade.